# جان فرانسوا داجاند
جان فرانسوا داجاند هو ناشر وطابع فرنسي ولد في 12 يونيو 1805 في شامبيري بفرنسا. توفي في 14 مارس 1877 في بون، التي تعرف اليوم باسم عنابة في الجزائر وهو مؤسس صحيفة لا سيبوس عام 1843.

## سيرة شخصية
جان فرانسوا داغان ولد في 12 يونيو 1805 في شامبيري في فرنسا. عمل كعامل في عدة ورش في سافوي. في سن الـ 37، أي في عام 1842، انتقل إلى بون، المعروفة اليوم بإسم عنابة في الجزائر، حيث أصبح طابعًا وأسس مطبعة سماها "مطبعة داغاند". قام أيضًا بتحرير صحيفته، لا سيبوس، التي تأسست في عام 1843. كما كان عضوًا في عدة جمعيات خيرية في بون.
في عام 1848، حصل جان فرانسوا داغان على جميع حقوق المواطن الفرنسي من خلال مرسوم صادر في 13 أبريل 1848 من قبل وزير العدل.
تزوج جان فرانسوا داغان من بيغود ماري مارغريت، لكنها توفيت في عام 1872. قاد الصحيفة والمطبعة حتى وفاته في 14 مارس 1877. بعد وفاته، تولى ابن أخيه، إيميل توماس، إدارة المطبعة والصحيفة التي أوقفت النشر سنة 1887.